# Fichtelberg (Haute-Franconie)
Pour les articles homonymes, voir Fichtelberg.
Fichtelberg est une commune de Bavière (Allemagne), située dans l'arrondissement de Bayreuth, dans le district de Haute-Franconie.